# Giovanni Guerrini
Pour les articles homonymes, voir Guerrini.
Giovanni Guerrini, né le 29 mai 1887 à Imola et mort le 20 mars 1972 à Rome, est un peintre, architecte et graveur italien du XXe siècle.

## Biographie

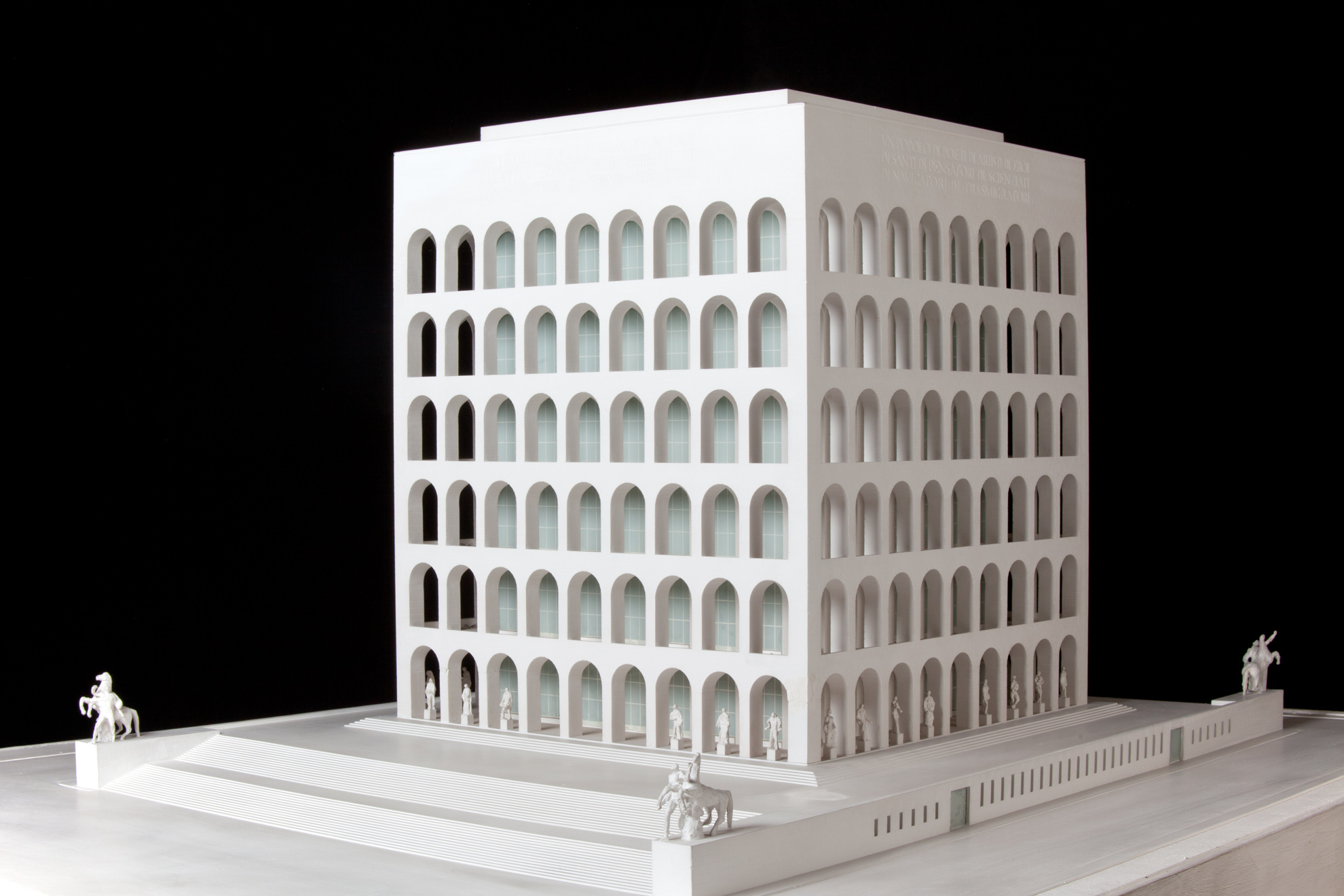
Plan du Palais de la civilisation italienne, exposé au musée des sciences et des techniques Léonard de Vinci.

Giovanni Guerrini naît le 29 mai 1887 à Imola et fait ses études à la Scuola di Arti e Mestieri (l'École des arts et métiers) de Faenza sous la tutelle d'Antonio Berti (en), où il va fréquenter un groupe d'artistes du nom de Cenacolo Baccariniano et connaître les mouvements de l'Art nouveau et du Jugendstil viennois. Il s'en va par la suite à l'Académie des beaux-arts de Florence, où il rencontre et fréquente le peintre d'Art nouveau Adolfo de Carolis, mais dont certaines œuvres étaient considérées comme faisant partie du mouvement symboliste. En 1913, il reçoit un diplôme d'enseignement du dessin à l'Académie des beaux-arts de Bologne. Il épouse par la suite Alba Poletti, et enseigne, de 1914 à 1915, le dessin de plans de construction et le dessin architectural à l'école Minardi de Faenza. Après 1915, il devient directeur de la chaire d'architecture et de peinture décorative à l'Académie des beaux-arts de Ravenne, où il crée en 1926 le cours d'enseignement de la mosaïque. Il œuvre principalement dans un style Art déco ou symboliste, principalement à la fresque, à la gravure ou à la peinture. Il participe à la biennale de Venise en 1922. Il présente par la suite des designs de meubles et d'affiches à la Biennale des arts décoratifs de l'Istituto superiore per le industrie artistiche (it) à Monza.
Un incendie criminel détruit en 1922 ses décorations murales du Palazzo delle Cooperative à Ravenne. C'est à cette époque que son style artistique devient plus réaliste. En 1927, il reçoit une commande de l'ENAPI (autorité nationale pour l'artisanat et les petites industries) pour concevoir des petits magasin d'artisanat à travers le pays, et décide donc de s'installer à Rome. C'est aussi pendant cette période qu'il s'oriente vers la promotion des arts appliqués, en fournissant des modèles et des dessins et en organisant des concours, en l'espoir de voir un renouveau dans le milieu. Dans les années 1920, il participe aussi aux expositions de l'ENAPI, en plus de participer à l'exposition internationale de Barcelone de 1929, et la foire internationale de Leipzig. Il s'occupe en 1931 de l'ameublement du Palais des expositions de Rome à l'occasion de la première édition de la Quadriennale de Rome. Il est récompensé par l'ENAPI lors de l'exposition internationale d'art sacré à Padoue, et est présent à la cinquième édition de l'exposition internationale des arts décoratifs et industriels à Milan sous la bannière de la même organisation. La même année, il reçoit un prix de l'Académie d'Italie. Sa participation dans de nombreuses expositions pendant ces années montre son abandon du style symboliste pour un style correspondant à celui du XIXe siècle.
En 1938, il s'associe aux architectes Ernesto Lapadula et Mario Romano pour concevoir le Palais de la civilisation italienne (Palazzo della Civiltà Italiana), à l'occasion de l'Esposizione Universale di Roma. Il fonde à Ravenne l'institut national de l'art des mosaïques, qu'il préside de 1961 jusqu'à sa mort à Rome en 1972.

## Œuvres
Liste de non-exhaustive de ses peintures et gravures :
- À la Pinacothèque communale de Faenza (it) :
  - Sera in Alto Adige, huile sur toile ;
  - Paesaggio, collane e alberi, huile sur toile ;
  - Venezia, L'isola di S. Giorgio, huile sur toile.
- Au Musée d'art de Ravenne (it) :
  - Autunno in Romagna, huile sur toile, 1925.
- À la Pinacothèque municipale de Forli (en) :
  - Confidenze, huile sur panneau de bois ;
  - Romagna, huile sur toile, 1931 ;
  - Romagna Solatìa, huile sur contreplaqué, 1932.
- À la Galerie nationale d'Art moderne et contemporain de Rome :
  - Autunno Romano, huile sur toile ;
  - Scatola, céramique, 1927 ;
  - Urna, laiton martelé.
- À la Galerie communale d'Art moderne de Rome :
  - Val Funes, huile sur toile ;
  - Messi di Romagna, huile sur toile ;
  - Dimaro in Val di Sole.
- À la Quadriennale de Rome :
  - Colline di Romagna, huile sur toile, 1938.
- À la Chambre des députés :
  - Le terme di Caracalla, huile.
- Au Musée de Rome :
  - Tor Sanguigna, huile ;
  - Le terme di Caracalla, huile, 1934.
- Au Musée d'art italien (es) de Lima :
  - Contemplazione, gravure.